# Cryptohelcostizus genalis
Cryptohelcostizus genalis là một loài tò vò trong họ Ichneumonidae.